# Pont Royal
El pont Royal és un pont situat a París que travessa el Sena. És el tercer pont més antic de la ciutat, després del pont Neuf i el pont Marie.

## Situació
Connecta la riba dreta a nivell del pavillon de Flore amb la riba esquerra entre la rue du Bac i la rue de Beaune. L'obra està composta de cinc arcs de mig punt. A la darrera pilastra de cada riba, és visible una escala hidrogràfica que indica el nivell de les majors crescudes parisenques.

## Història
El 1632, l'empresari Pierre Pidou realitzà per al financer Barbier un pont de fusta amb peatge en aquest emplaçament, que fou anomenat pont Sainte-Anne (en referència a Anna d'Àustria) o pont Rouge (degut al seu color). Fràgil, aquest pont de quinze arcs va ser reparat una primera vegada el 1649, completament refet dos anys més tard, incendiat el 1654, endut per les aigües el 1656, altre cop reconstruït el 1660, consolidat el 1673 i finalment endut per una crescuda del riu el 1684. Madame de Sévigné relata aquesta darrera inundació, quan entre el 28 i el 29 de febrer el pont perdé vuit dels seus arcs.
Fou finalment reemplaçat entre el 25 d'octubre de 1685 i el 13 de juny de 1689 per un pont de pedra completament finançat pel rei  Lluís XIV, motiu pel qual fou anomenat pont Royal. El superintendent dels Edificis del Rei, el marquès de Louvois encarregà de realitzar aquesta obra a Jacques Gabriel, Jules Hardouin-Mansart i François Romain. Al segle xviii, esdevingué un lloc important per a tota mena de festes i diversions parisenques.
Després de la Revolució Francesa, entre 1792 a 1804, el pont fou reanomenat pont National i després pont des Tuileries fins a 1814. Fou allà que Napoleó Bonaparte va fer disposar canons per defensar el Palau de les Teuleries (palau destruït en un incendi el 1871), on es trobaven la Convenció Nacional i el Comitè de Salvació Pública dirigit per Maximilien de Robespierre.
El pont experimentà una darrera restauració no gaire important el 1850. El 1939, va ser classificat com a monument històric al mateix nivell que el pont Neuf i el pont Marie.
El 2005, va ser il·luminat en ocasió de la candidatura de París per acollir els Jocs Olímpics d'Estiu de 2012.

## Característiques
- Tipus de construcció: pont en arc
- Construcció: 1685 - 1689
- Arquitectes: Jacques Gabriel, Jules Hardouin-Mansart i François Romain
- Material: pedra
- Longitud: 110 m
- Amplada: 16 m

## Galeria d'imatges

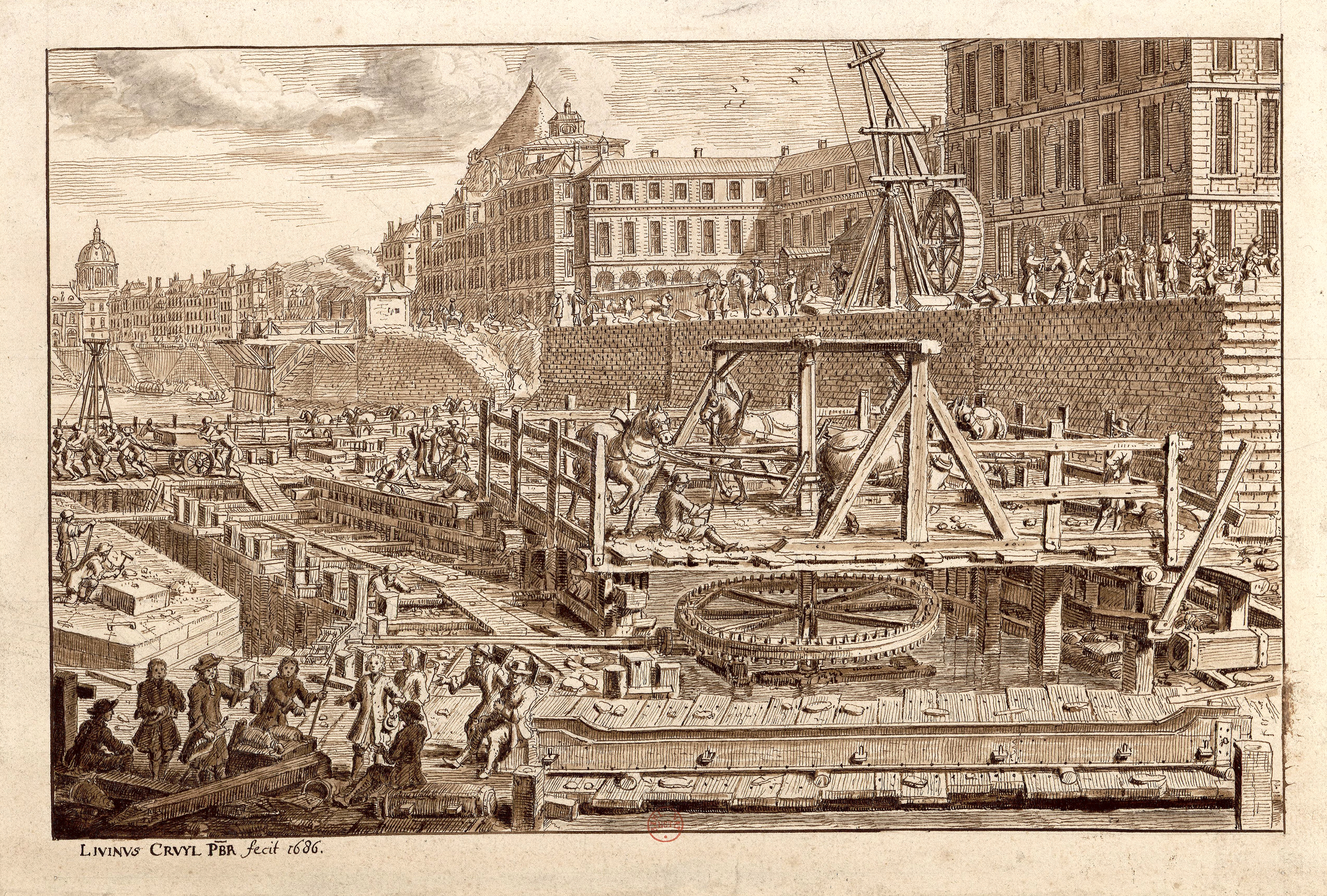
Construcció del pont el 1686
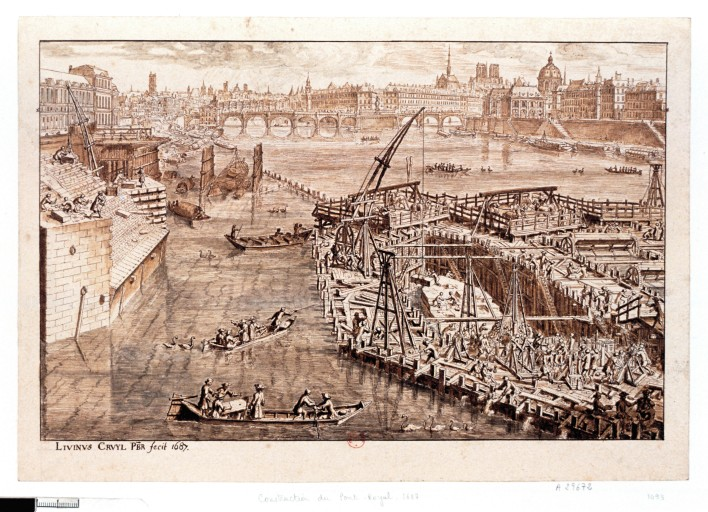
Construcció del pont el 1687
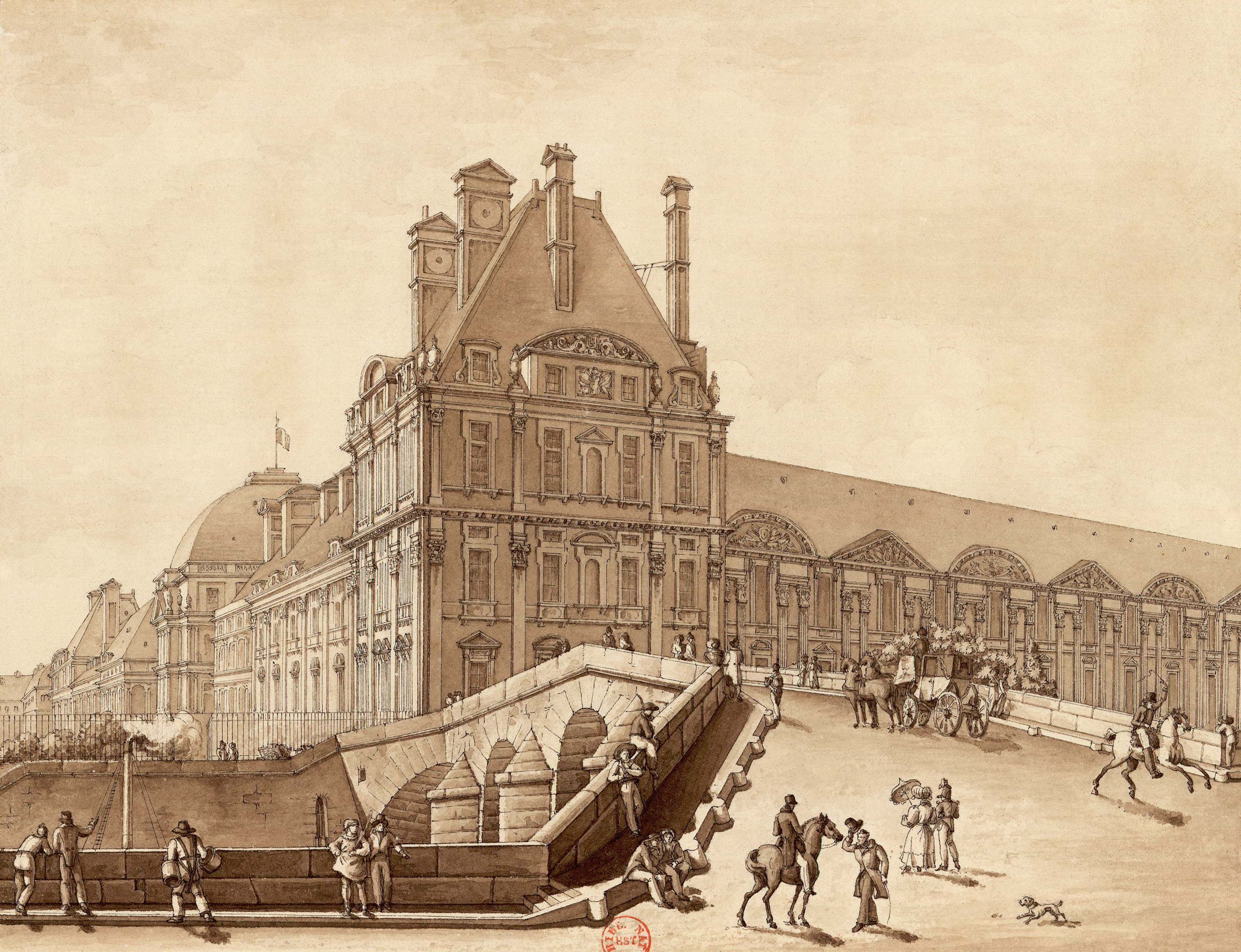
El Pont i el pavillon de Flore el 1814
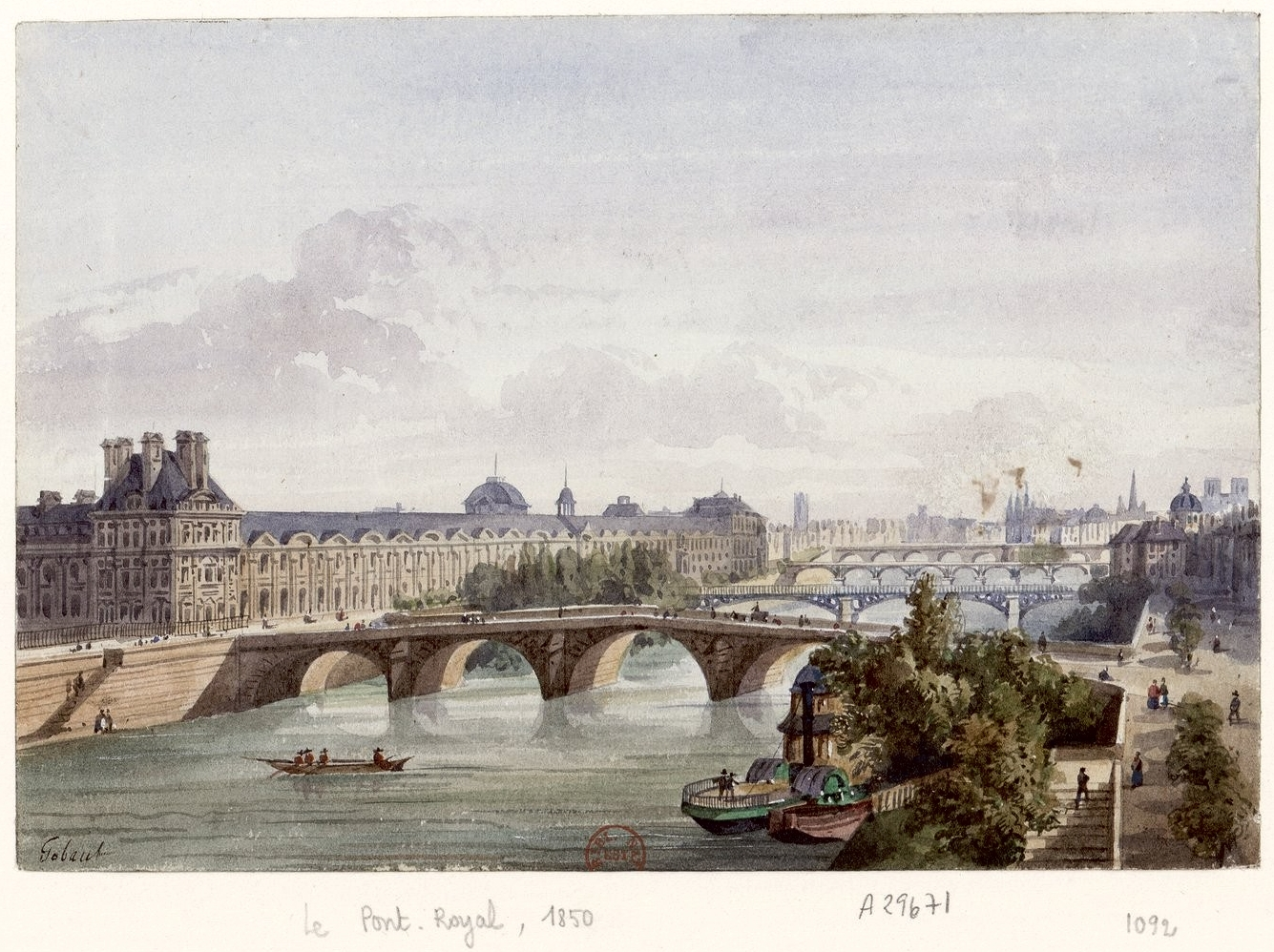
El pont Royal el 1850
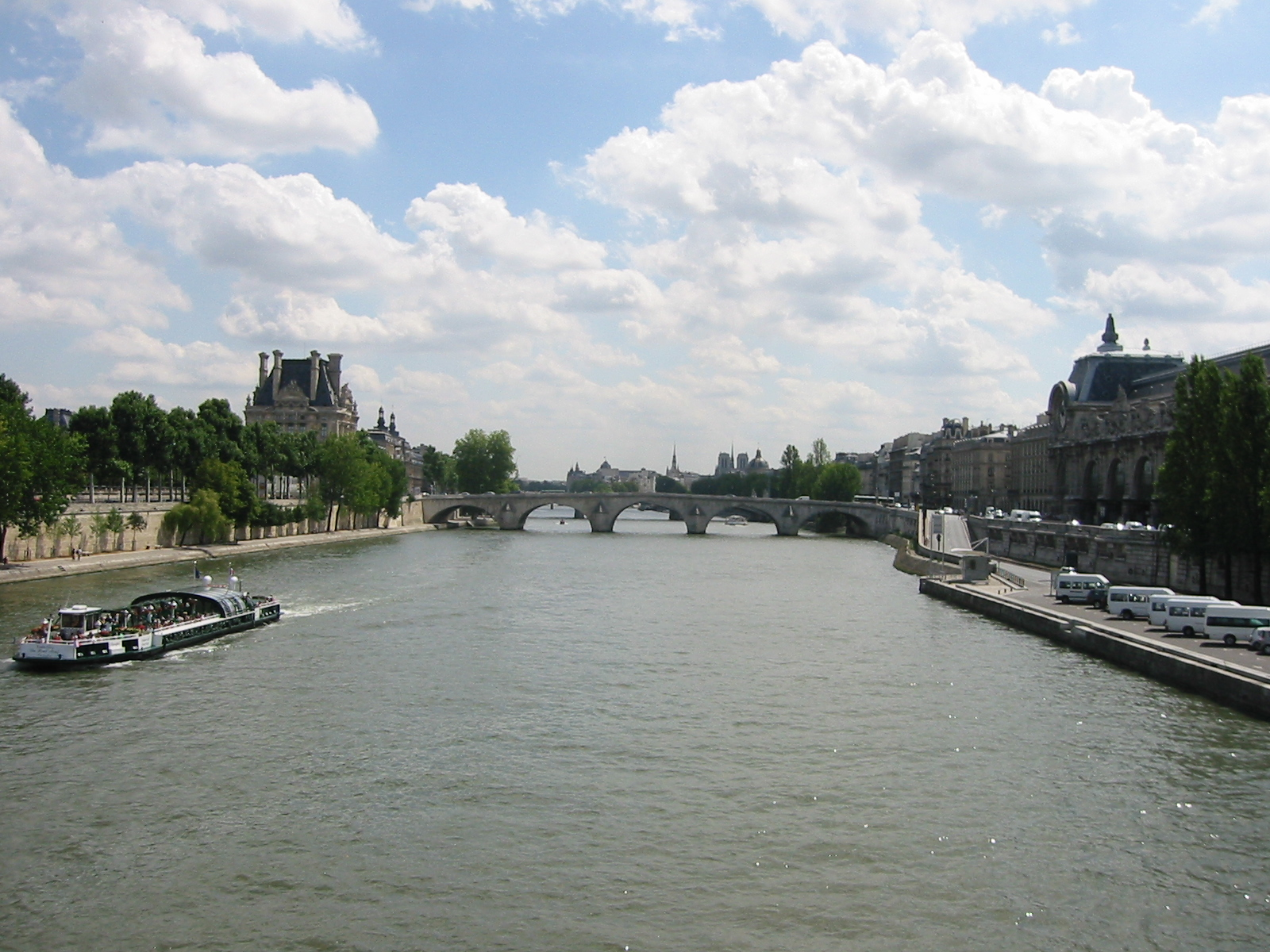
Vista des de la passerelle Solférino
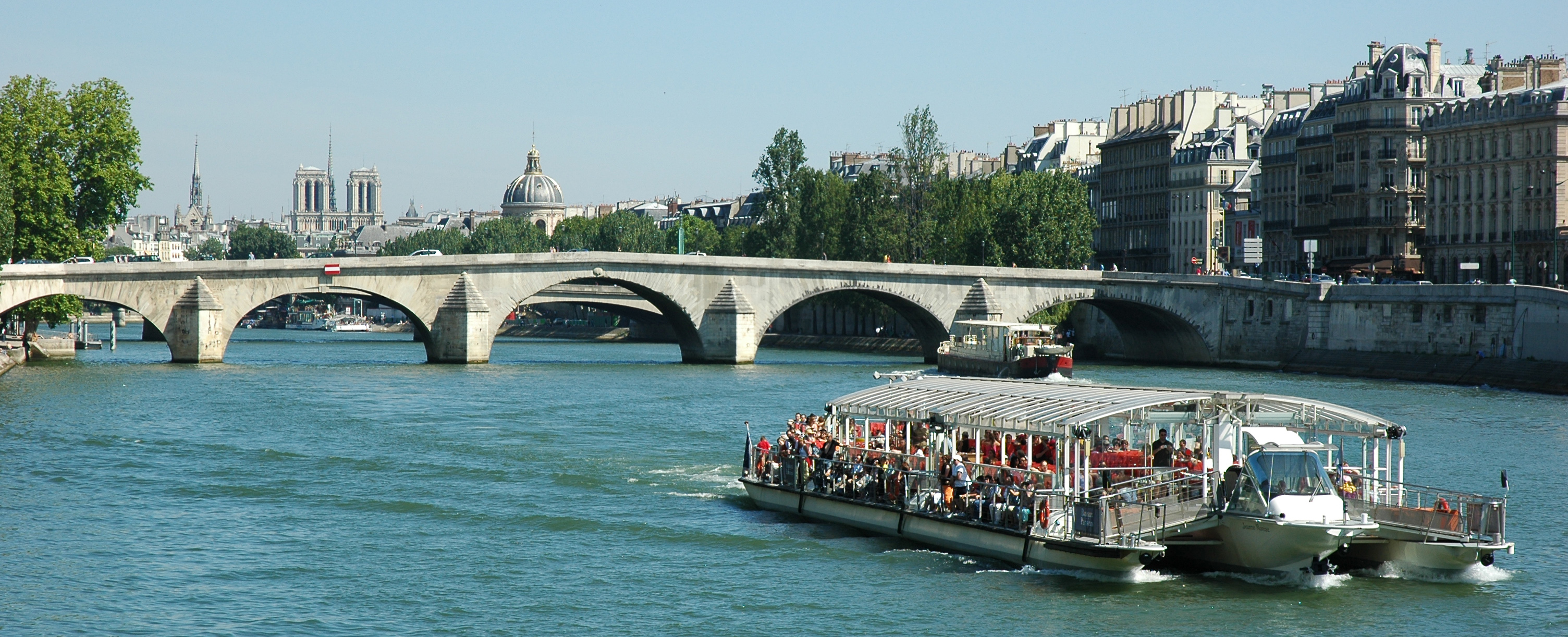
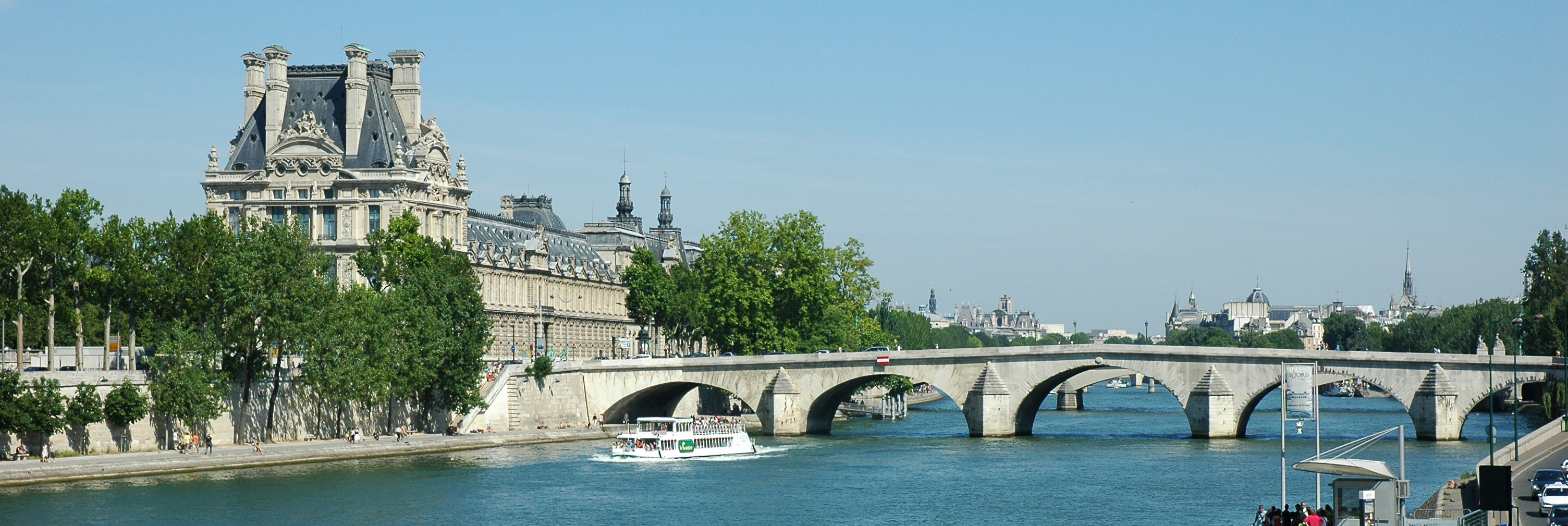
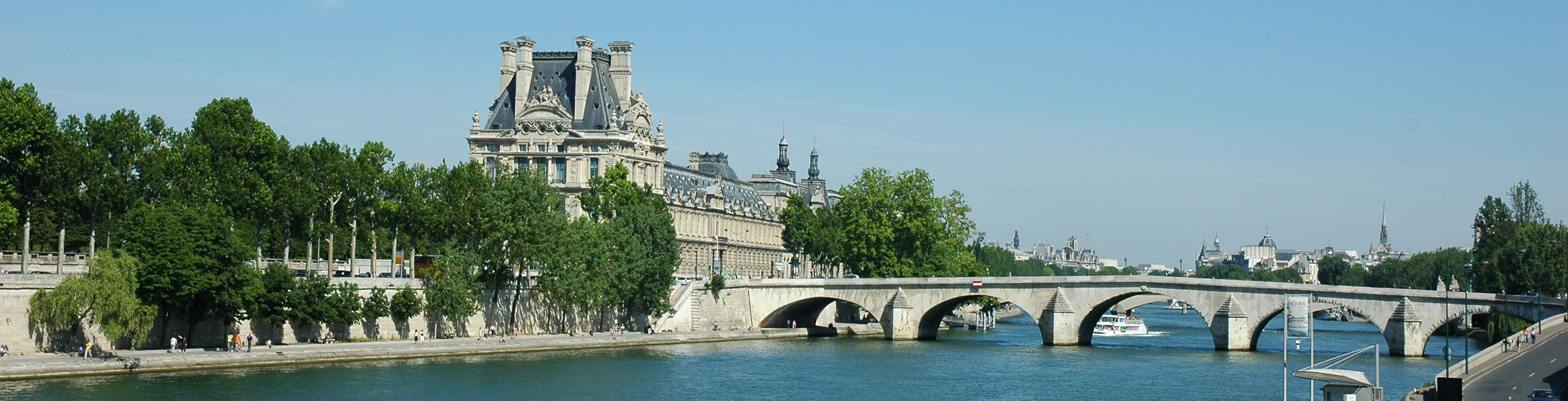